# Mannschaftszeitfahren Eindhoven
Das Mannschaftszeitfahren Eindhoven war ein in Eindhoven durchgeführtes Straßenradrennen, das zur UCI ProTour zählte. Es wurde als Mannschaftszeitfahren ausgetragen und fand erstmals am 19. Juni 2005 statt. Nach insgesamt drei Austragungen entschieden sich die Verantwortlichen der Stadt im Februar 2008 keine weitere Austragung des Mannschaftszeitfahrens zu veranstalten. Vorgänger dieses Rennens ist der Grand Prix de la Libération, der zwischen 1988 und 1991 ausgetragen wurde. Es zählte 1989 zum Rad-Weltcup.
Da das Mannschaftszeitfahren Eindhoven zwei Wochen vor Beginn der Tour de France ausgetragen wurde, nutzten es die Teams als Vorbereitungsrennen für das Mannschaftszeitfahren während der Tour.
Das Rennen startete im Zentrum von Eindhoven. Die Strecke führte zunächst nach Helmond, wobei dort die erste Zwischenzeit genommen wurde. Anschließend fuhren die Fahrer zurück nach Eindhoven und passierten auf Höhe der Rabobank die zweite Zwischenzeit. Über den westlich gelegenen Ort Best (3. Zwischenzeit) wurde nach insgesamt 47 km das Ziel in Eindhoven erreicht.
Wie bei anderen nach UCI-Reglement durchgeführten Mannschaftszeitfahren wurde die Endzeit nach der Passage des fünften Fahrers jeden Teams genommen, wobei die Teams üblicherweise mit acht Fahrern starteten.

## Sieger

### Mannschaftszeitfahren Eindhoven
- 2007  CSC (Bobby Julich, Nicki Sørensen, Matthew Goss, Christian Vandevelde, Luke Roberts, Michael Blaudzun, Marcus Ljungqvist, David Zabriskie)
- 2006  CSC  (Lars Bak, David Zabriskie, Jens Voigt, Brian Bach Vandborg, Christian Müller, Stuart O’Grady, Bobby Julich, Michael Blaudzun)
- 2005  Gerolsteiner (Markus Fothen, Sven Krauss, Sebastian Lang, Torsten Schmidt, Uwe Peschel, Michael Rich)

### Grand Prix de la Libération
- 1991  Buckler (Edwig Van Hooydonck, Jelle Nijdam, Gerrit de Vries, Patrick Eyk, Wilco Zuijderwijk, Frans Maassen)
- 1990  PDM-Concorde (Uwe Ampler, Uwe Raab, Sean Kelly, Gert Jakobs, Erik Breukink)
- 1989  TVM (Kim Eriksen, Eddy Schurer, Jesper Skibby, Martin Schalkers, Peter Pieters, Johan Capiot, Jean-Philippe Vandenbrande, Jacques Hanegraaf)
- 1988  Superconfex-Kwantum (Gert Jakobs, Frans Maassen, Jelle Nijdam, Toine Poels, Gerrit Solleveld, Edwig Van Hooydonck)